# カンパネルラの湯
カンパネルラの湯（カンパネルラのゆ）は、西表島の南東部の沖縄県八重山郡竹富町南風見にあった温泉である。
源泉名は西表島温泉であるが、2012年まで存在した旧・西表島温泉とは別の源泉である。日本最西端、かつ最南端に位置する温泉となっていたが2024年に閉館した。

## 泉質
- 単純温泉（低張性中性低温泉）
  - 泉温　29℃

## 温泉地
ホテル「ラ・ティーダ西表島リゾート」の一施設として運営されていた。

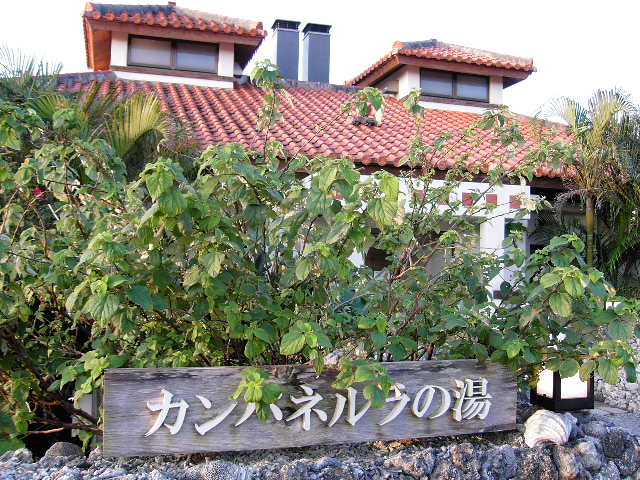
外観
西表島温泉の看板

### 基本データ
当温泉は宿泊者専用で、日帰り入浴不可である。夏季は、後述のように虫が繁殖するため、露天風呂を休止していた。
※公式サイトより引用
営業時間
7：00 - 10：00（午前）、15：00 - 22：00（午後）
料金
大人：1800円（税込）・小学生：900円（税込）・幼児（5歳以下）：無料
夏季温泉料金（露天風呂休止期間中）
大人：1500円（税込）・小学生：700円（税込）・幼児（5歳以下）：無料

## 歴史
- 2017年（平成29年）11月、開業。
- 2024年10月、ホテル「ラ・ティーダ西表島リゾート」閉館。

## アクセス
新石垣空港（当時）より石垣港までバスで40分。
石垣港から大原港まで船で35分。大原港から車又は送迎バスで5分。